# ユーリ・コノバロフ
ユーリ・コノバロフ（ロシア語: Юрий Коновалов、1929年12月30日-2008年5月25日 ）は、旧ソビエト連邦の陸上競技選手。1956年メルボルンオリンピックと1960年ローマオリンピックの銀メダリストである。

## 経歴
コノバロフは、1956年メルボルンオリンピックに出場。レオニード・バルテネフ、ウラジミール・スハレフ、ボリス・トカレフとともに出場した4×100mリレーでは、アメリカに次いで、銀メダルを獲得。
4年後の1960年ローマオリンピックでも、バルテネフは4×100mリレーに出場。前回大会にも出場したバルテネフと、グスマン・コサノフ、エドヴィンス・オゾリンとともにドイツについで2位となり、2大会連続の銀メダルを獲得した。

## 主な実績
| 年   | 大会                 | 場所                           | 種目         | 結果 | 記録   |
| ---- | -------------------- | ------------------------------ | ------------ | ---- | ------ |
| 1956 | オリンピック         | メルボルン（オーストラリア）   | 4×100mリレー | 2位  | 39.8秒 |
| 1958 | ヨーロッパ陸上選手権 | ストックホルム（スウェーデン） | 100m         | 5位  | 10.7秒 |
| 1958 | ヨーロッパ陸上選手権 | ストックホルム（スウェーデン） | 200m         | 6位  | 22.0秒 |
| 1958 | ヨーロッパ陸上選手権 | ストックホルム（スウェーデン） | 4×100mリレー | 3位  | 40.4秒 |
| 1960 | オリンピック         | ローマ（イタリア）             | 4×100mリレー | 2位  | 40.1秒 |